# Spalangia australiensis
Spalangia australiensis är en stekelart som beskrevs av Girault 1913. Spalangia australiensis ingår i släktet Spalangia och familjen puppglanssteklar. Inga underarter finns listade i Catalogue of Life.